# Pitch (film)
Een pitch (Engels voor onder meer verkooppraatje) is een beknopte presentatie voor een aanbesteding. In de creatieve industrie gebeurt de presentatie voor ideeën voor films en websites meestal mondeling en soms ook visueel.
Binnen de filmwereld presenteert veelal een scenarioschrijver of regisseur zijn idee aan een producent of studiobaas in de hoop geld in de wacht te slepen voor het  schrijven van een scenario. Pitches worden gebruikelijk persoonlijk gedaan, hoewel ze ook telefonisch kunnen plaatsvinden of soms via audio of video.
Een goede pitch duurt veelal tussen de vijf en tien minuten en behelst de verhaallijn, de plot, hetgeen het publiek nieuwsgierig houdt en eventueel verschillende gezichtspunten. Dit gaat gepaard met schetsen van de film (soms al met vermelding van de acteurs die de rollen zouden moeten vertolken) en een duidelijk idee over het genre, toonaard, publiek en budget.
Soms is deelname aan een pitch een betaalde opdracht.